# White Island (Scilly-eilanden)
White Island is het meest noordelijk gelegen onbewoonde eiland van de Scilly-eilanden, een eilandengroep ca. 45 km voor de kust van Cornwall in het Verenigd Koninkrijk.

## Beschrijving
White Island is 16,6 ha groot en ligt ongeveer 100 m ten noorden van de noordwestpunt van het eiland St. Martin's. Het is een getijdeneiland: omstreeks laag water is White Island via een smalle rotsachtige landengte vanaf St. Martin's lopend te bereiken. Dit is echter niet zonder risico, vanwege de sterke zeestromingen om het eiland. De hoogste punten van White Island zijn drie heuvels van respectievelijk 27, 24 en 26 m hoog.

## Archeologie
Op White Island bevinden zich de resten van een prehistorische grafheuvel. In de buurt daarvan treft men negen cairns aan. Bij de noordwestkant van het eiland zijn de overblijfselen te vinden van een aantal prehistorische akkers.

## Natuur
White Island is grotendeels begroeid met struikheide (Calluna vulgaris), rode dopheide (Erica cinerea) en Ulex gallii, een soort gaspeldoorn. Daarnaast zijn onder andere gewone rolklaver (Lotus corniculatus), liggend walstro (Galium saxatile) en de vetkruidsoort Sedum anglicum er vrij algemeen.
Op het eiland broeden vijf soorten zeevogels: de kleine mantelmeeuw (Larus fuscus), de zilvermeeuw (L. argentus), de grote mantelmeeuw (L. marinus), de drieteenmeeuw (Rissa tridactyla) en de Noordse stormvogel (Fulmarus glacialis).

## Underland Girt
Nabij het centrum van het eiland bevindt zich de Underland Girt, een 12 tot 15 m diepe grot die bij springtij tijdens laag water kan worden bekeken.